# Hoeveel ben je waard?
Hoeveel ben je waard? is een realityprogramma dat in 2015 werd uitgezonden door de commerciële zender VIER. Het programma werd gepresenteerd door Evy Gruyaert. Het is een Vlaamse versie van de Nederlandse programmaformule Hoeveel ben je waard?.

## Concept
In het programma worden mensen op een financiële weegschaal gezet en worden hun bezittingen en inkomsten onder de loep genomen. Zowel onbekende en als bekende mensen komen aan bod, onder wie Papa Chico, Herman De Croo, Yves Segers en Henk Van Cauwenbergh.